# Solbiate con Cagno
Solbiate con Cagno (Sulbiaa e Cagn en el dialecto local del lombardo) es una comuna italiana perteneciente a la provincia de Como de la región de Lombardía.
El actual municipio fue fundado el 1 de enero de 2019 mediante la fusión de las hasta entonces comunas separadas de Solbiate (la actual capital municipal) y Cagno. El uso de "con" en lugar de "e" ("y") en el topónimo se hace para indicar que existe una tercera localidad (fracción geográfica) en el municipio, denominada Concagno, que hasta entonces pertenecía a Solbiate pero era más cercana a Cagno.
En 2020, el municipio tenía una población de 4681 habitantes.
Se ubica en la periferia suroriental de Varese, en el entorno del parque natural del valle del Lanza.